# Ctenus constrictus
Ctenus constrictus är en spindelart som beskrevs av Benoit 1981. Ctenus constrictus ingår i släktet Ctenus och familjen Ctenidae.
Artens utbredningsområde är Kongo. Inga underarter finns listade i Catalogue of Life.